# O Jardim de Rama
O Jardim de Rama ("The Garden of Rama") é um livro de ficção científica escrita por Arthur C. Clarke e Gentry Lee, publicado em 1991.

## Sinopse
Nesta sequência de O Enigma de Rama, é mostrada a vida dos astronautas que foram deixados a bordo da espaçonave extraterrestre Rama. Em sua interação com esse estranho habitat vão descobrir que existem outros tripulantes que os acompanham na viagem para fora do Sistema Solar.